# Greenwood (Minnesota)
Greenwood és una població dels Estats Units a l'estat de Minnesota. Segons el cens del tenia 729 habitants.

## Demografia
Segons el cens del 2000, Greenwood tenia 729 habitants, 285 habitatges, i 214 famílies. La densitat de població era de 804,2 habitants per km².
Dels 285 habitatges en un 34% hi vivien nens de menys de 18 anys, en un 68,8% hi vivien parelles casades, en un 4,2% dones solteres, i en un 24,6% no eren unitats familiars. En el 18,9% dels habitatges hi vivien persones soles el 6% de les quals corresponia a persones de 65 anys o més que vivien soles. El nombre mitjà de persones vivint en cada habitatge era de 2,56 i el nombre mitjà de persones que vivien en cada família era de 2,96.
Per edats la població es repartia de la següent manera: un 25,9% tenia menys de 18 anys, un 2,9% entre 18 i 24, un 26,7% entre 25 i 44, un 34,8% de 45 a 60 i un 9,6% 65 anys o més.
L'edat mediana era de 42 anys. Per cada 100 dones de 18 o més anys hi havia 103,8 homes.
La renda mediana per habitatge era de 102.719 $ i la renda mediana per família de 127.013 $. Els homes tenien una renda mediana de 69.375 $ mentre que les dones 41.786 $. La renda per capita de la població era de 63.200 $. Entorn del 0,4% de les famílies i el 0,8% de la població estaven per davall del llindar de pobresa.

## Poblacions més properes
El següent diagrama mostra les poblacions més properes.